# Xanthanomis steremochla
Xanthanomis steremochla är en fjärilsart som beskrevs av Turner 1936. Xanthanomis steremochla ingår i släktet Xanthanomis och familjen nattflyn. Inga underarter finns listade i Catalogue of Life.